# Martin Kreisig
Martin Kreisig (* 8. September 1856 in Cunnersdorf; † 7. August 1940 in Zwickau) war ein deutscher Pädagoge, Gründer des Robert-Schumann-Museums Zwickau und Gründer der Robert-Schumann-Gesellschaft. Er ist Ehrenbürger der Stadt Zwickau.

## Leben
Kreisigs Vater, der Schulmeister Christian Gottlob Kreisig, hatte engen Kontakt zum Ehepaar Serre aus Maxen, den Besitzern von Schloss und Rittergut Maxen. Das kunstsinnige Ehepaar Serre beherbergte sehr oft Robert und Clara Schumann. Schumann soll Kreisig Klavierunterricht gegeben haben und ihm von Hand ein Notenbüchlein gefertigt haben.
Martin Kreisig erlernte das Klavierspielen von seinem Vater mit Schumanns Notenbüchlein. Im 7. Lebensjahr verstarb Kreisigs Vater und er verzog mit seiner Mutter nach Reinhardtsgrimma.
Friederike Serre, inzwischen Witwe, sah in Kreisig ihren Pflegesohn. Sie ermöglichte 1865 die Aufnahme Kreisigs in das Pestalozzistift Dresden. Später besuchte er das Königliche Seminar in Friedrichstadt und wurde wie sein Vater Lehrer. 
Als Hilfslehrer arbeitete er in Großcotta bei Pirna und Naundorf bei Stadt Wehlen. 1879 wurde er Assistent in der Königlichen Turnlehrerausbildungsanstalt in Dresden. Einer seiner Schüler war der letzte sächsische König Friedrich August III., seinerzeit 15 Jahre alt. Am 1. Juni 1882 heiratete er in Struppen Anna Mahn, und im gleichen Jahr begann er, am Gymnasium in Chemnitz in Turnen und in den Elementarfächern zu unterrichten.
Im Alter von 30 Jahren wechselte er sein pädagogisches Aufgabenfeld. Er wirkte in der Erziehungsanstalt Bräunsdorf bei Freiberg, betreute schwachsinnige Kinder in Hubertusberg und war in der Irrenanstalt Untergöltzsch im Vogtland tätig. 1904 kam er als Kantor und Lehrer nach Zwickau.

## Kreisig und Robert Schumann
1910 war der 100. Geburtstag von Robert Schumann Anlass für große Festlichkeiten in seiner Geburtsstadt Zwickau. Man entsann sich des neuen Lehrers in der Strafanstalt, der im Bekanntenkreis von Schumann, der Familie Serre, verkehrte. Mit Kreisigs Hilfe konnten sämtliche Drucke und Briefe zu einer Ausstellung zusammengefügt werden.
1914 wurde nach erheblicher Vergrößerung der Sammlung das Robert-Schumann-Museum eingeweiht. Zur Einweihung erschien Kreisigs „Turnschüler“ Friedrich August III.
1914 erschien auch Kreisigs Neuausgabe der Schriften Robert Schumanns in zwei Bänden (Leipzig, Breitkopf & Härtel). Sie sind einerseits die 5. Auflage dessen Gesammelte Schriften über Musik und Musiker (Erstausgabe 1854), stellen aber durch Einbeziehung aller anderen überhaupt erreichbaren Schriften Schumanns eine Gesamtausgabe dessen Schriften dar, die auch die abweichenden Varianten zwischen Zeitschriften-Erstveröffentlichung und Schumanns Buchausgabe letzter Hand bietet. Kreisings Forschungen finden in dessen Anmerkungen zu den Texten ihren Niederschlag und sind bis heute (2011) maßstabsgebend. 
1920 gründete Kreisig die Robert-Schumann-Gesellschaft, in der er als Geschäftsführer fungierte.
Am 1. Juli 1932, am Tag seiner goldenen Hochzeit, wurde er Ehrenbürger der Stadt Zwickau.